# Chrif Dlimi
 (novembre 2020).
Chrif (ou Cherif) Ould Mokhtar Dlimi, communément appelé Chrif Dlimi (1934 - 1er novembre 2020) est un ancien combattant et colonel major des Forces armées royales marocaines. 
Il est l'une des figures les plus emblématiques de la tribu des Oulad Delim. 

## Biographie
Connu pour son courage et sa forte personnalité, Chrif Dlimi a participé à plusieurs batailles pour la libération de la Province d'Oued Ed-Dahab contre l'occupation espagnole, puis aux diverses opérations opposant l'armée Marocaine au Front du Polisario. Il fut décoré d'abord par le roi Hassan II, puis en 2015 par le roi Mohammed VI.
Chrif Dlimi fut également le premier gouverneur de la province de Oued Eddahab.
Un message de condoléances et de compassion a été adressé par le roi Mohammed VI à sa famille après son décès.